# Eucalyptus marginata
Eucalyptus marginata là một loài thực vật có hoa trong Họ Đào kim nương. Loài này được Donn ex Sm. mô tả khoa học đầu tiên năm 1802.

## Hình ảnh

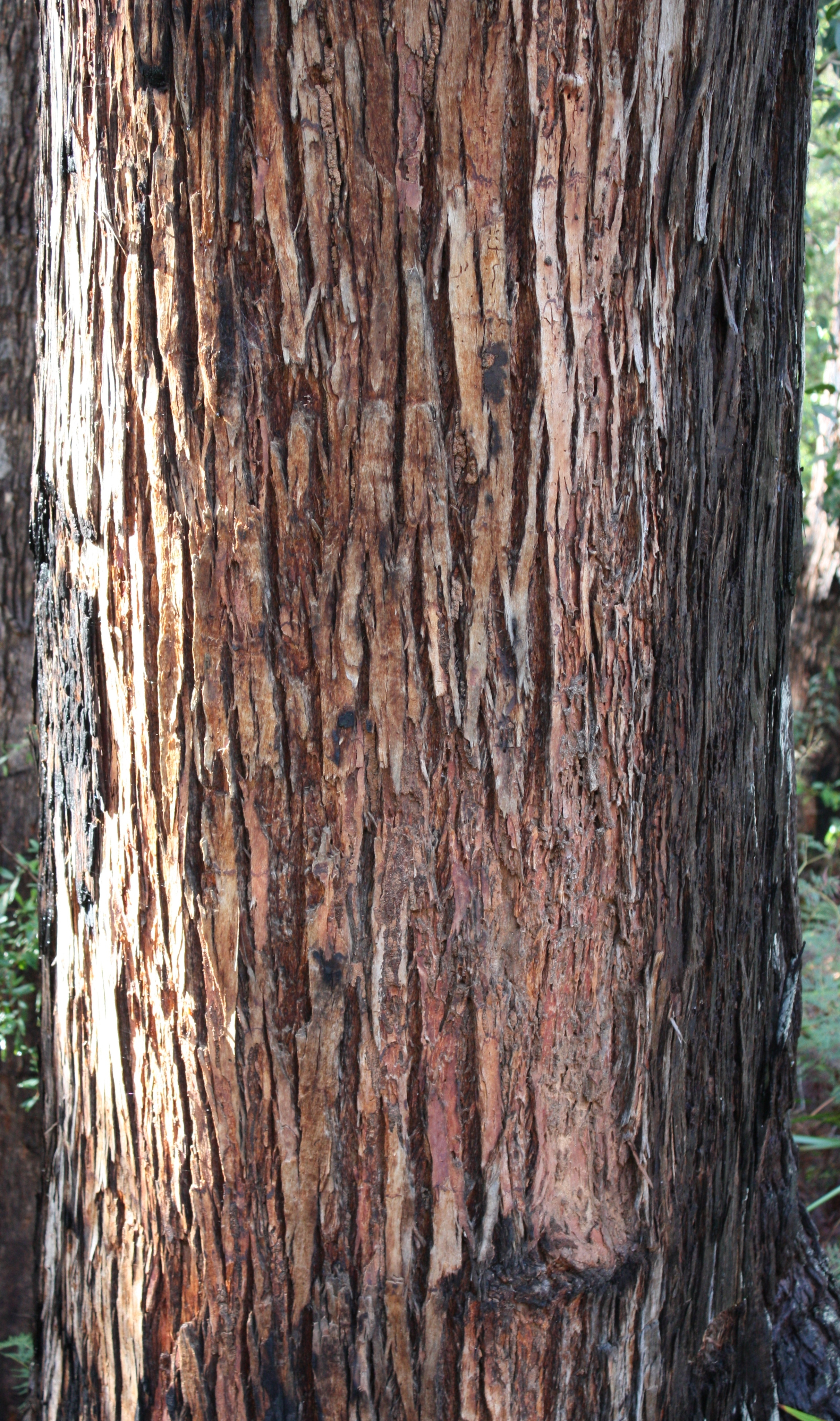
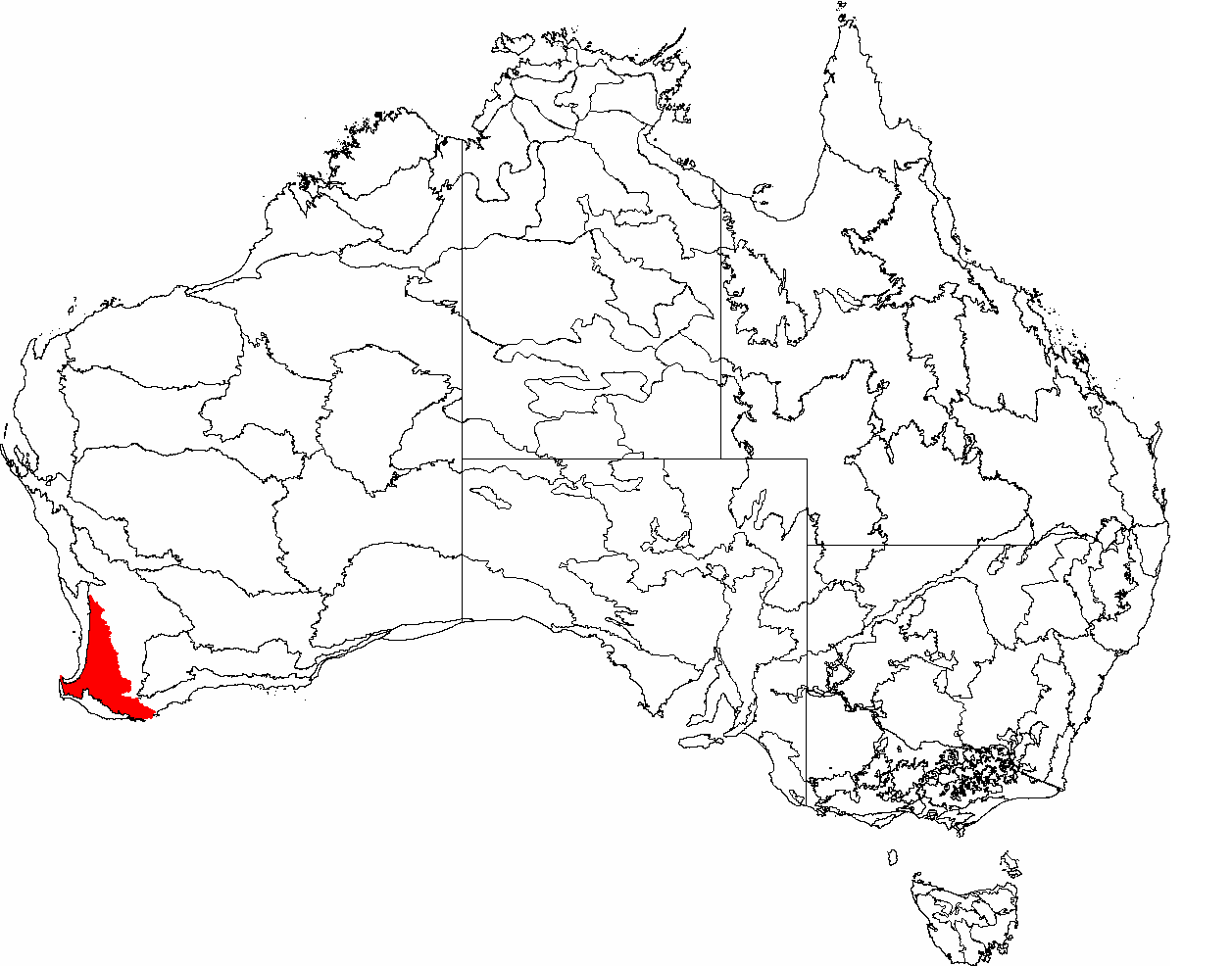
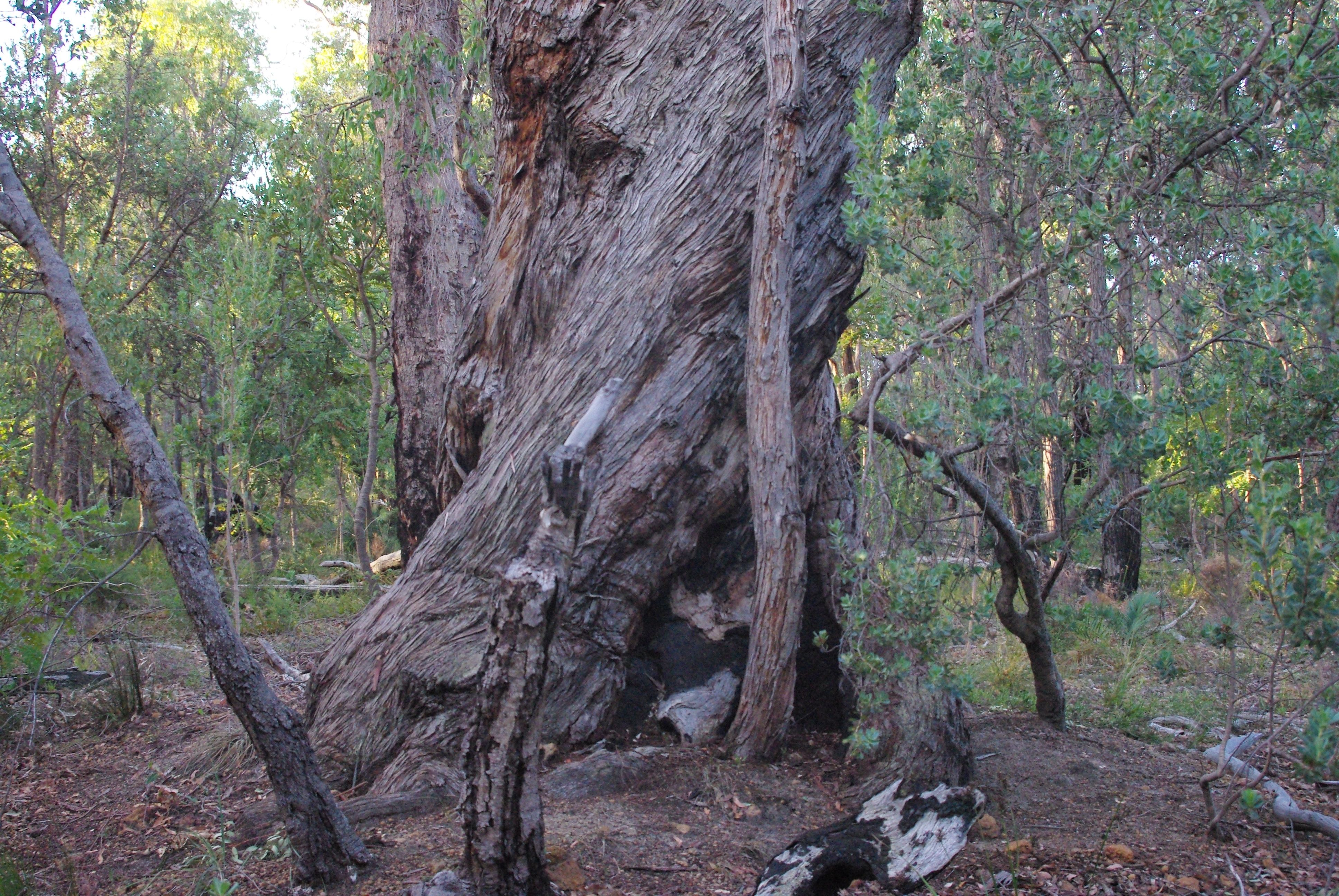
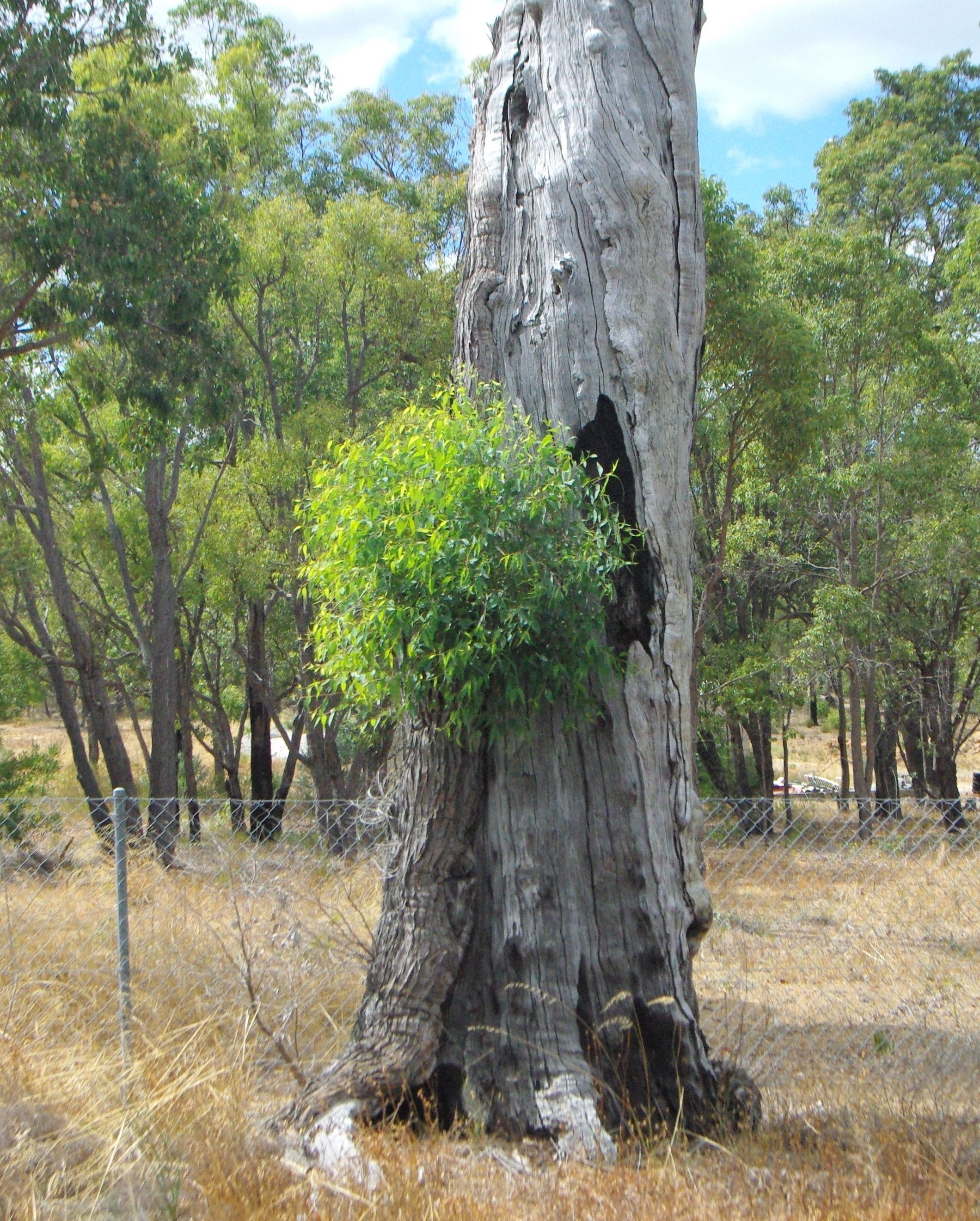